# Ruppichteroth
Ruppichteroth [ˈʁʊpɪçˌtɛʁoːt] (Betonung auf der ersten Silbe) ist eine Gemeinde im Rhein-Sieg-Kreis rund 30 Kilometer östlich von Bonn im Süden Nordrhein-Westfalens, 18 Kilometer vor der Landesgrenze zu Rheinland-Pfalz. Sie entstand am 1. August 1969 aus der Zusammenlegung der Gemeinden Ruppichteroth und Winterscheid.

## Geographie

Das Dorf Ruppichteroth 1900 mit den ehemaligen Ortsteilen

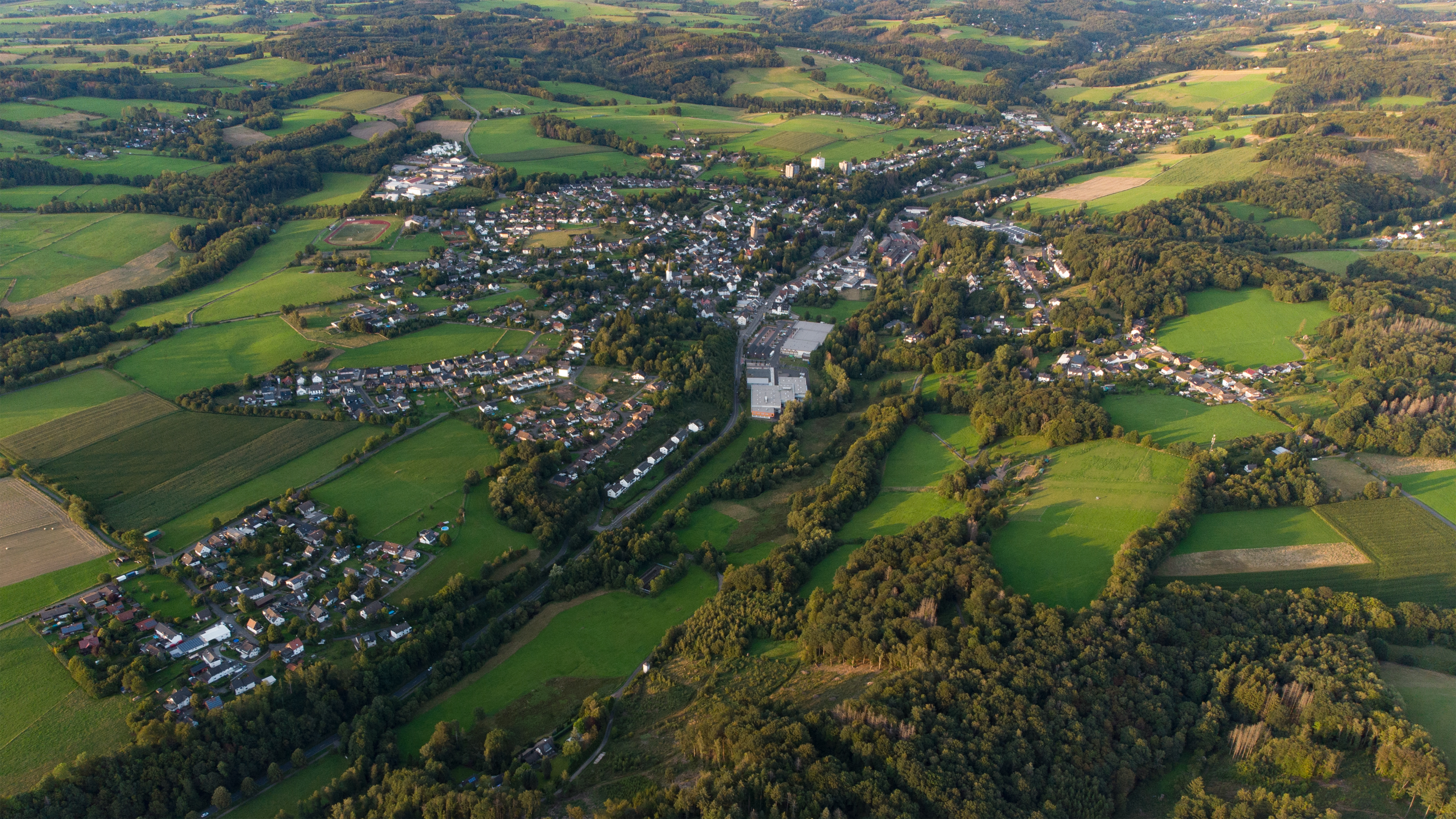
Luftaufnahme von Ruppichteroth

Ruppichteroth liegt im Bergischen Land, vom Siegtal durch die Nutscheid getrennt. Ruppichteroth wird auch als Bröltalgemeinde bezeichnet, da sich hier die Bröl und der Waldbrölbach vereinen. Höchste Erhebung ist der Gold-Berg (360,6 m ü. NHN).

### Nachbargemeinden
Ruppichteroth grenzt im Süden an die Gemeinden Windeck und Eitorf, die Stadt Hennef im Süd-Westen, die Gemeinde Neunkirchen-Seelscheid im Nordwesten, sowie an die Gemeinde Much im Norden. Im Osten schließt der Oberbergische Kreis mit der Gemeinde Nümbrecht und der Stadt Waldbröl an Ruppichteroth an.

### Gemeindegliederung
Die Gemeinde hat drei Hauptorte: Ruppichteroth, Schönenberg und Winterscheid.
Die heutigen Ortsteile sind unten gelistet.
Frühere Ortsteile sind Bettringen, Buch, Durchhausen, Felderhof, Heide, Höfferhof, Huppach, Schellenbroch, Sieferhof, Stein, Tüschenhohn und Wilkerotherhof.
Das Rathaus der Gemeinde befindet sich mittig zwischen den früher eigenständigen Gemeinden Ruppichteroth und Winterscheid im Ortsteil Schönenberg.

## Geschichte

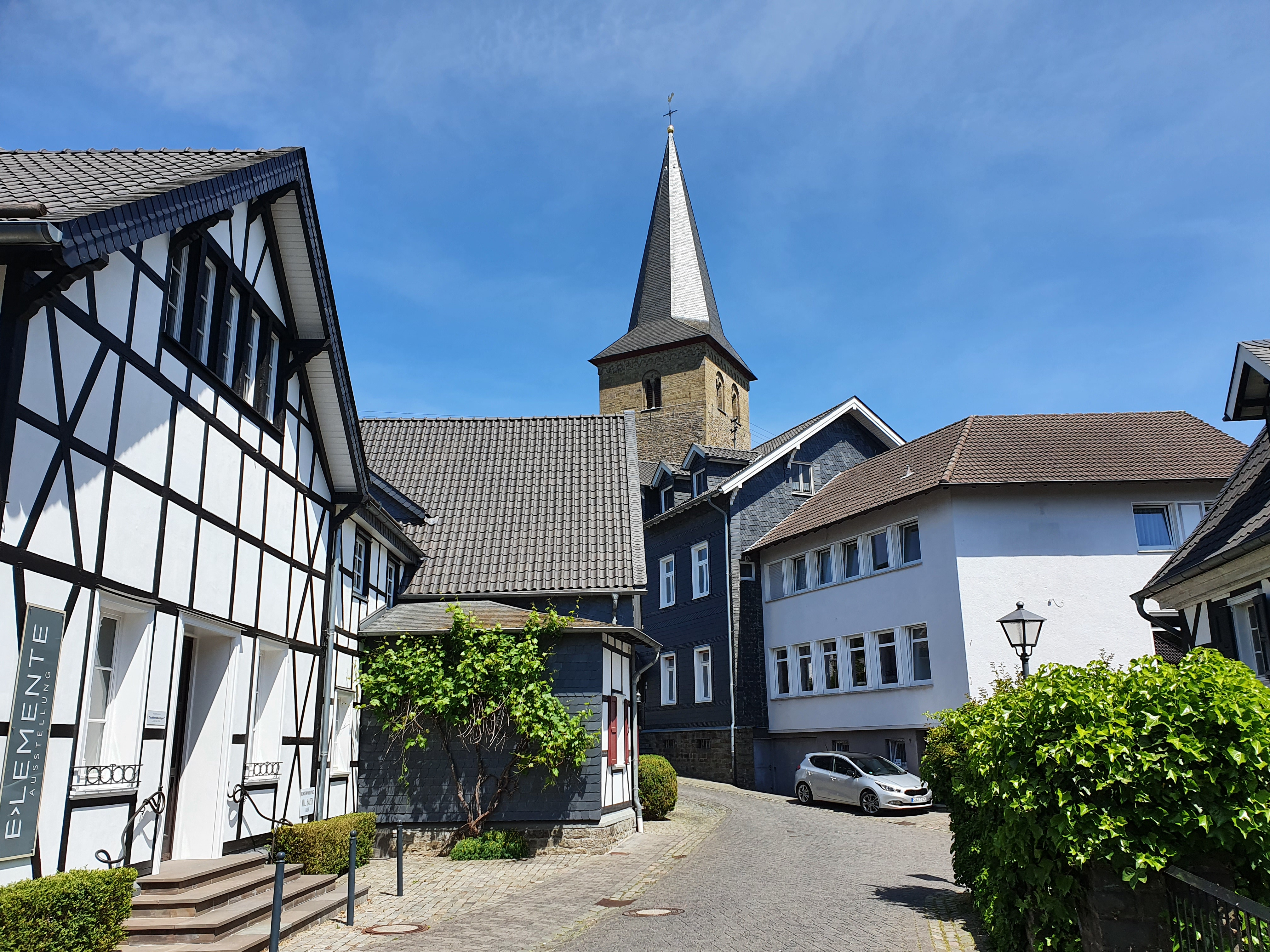
Blick aus der Burgstraße auf den Turm von St. Severin

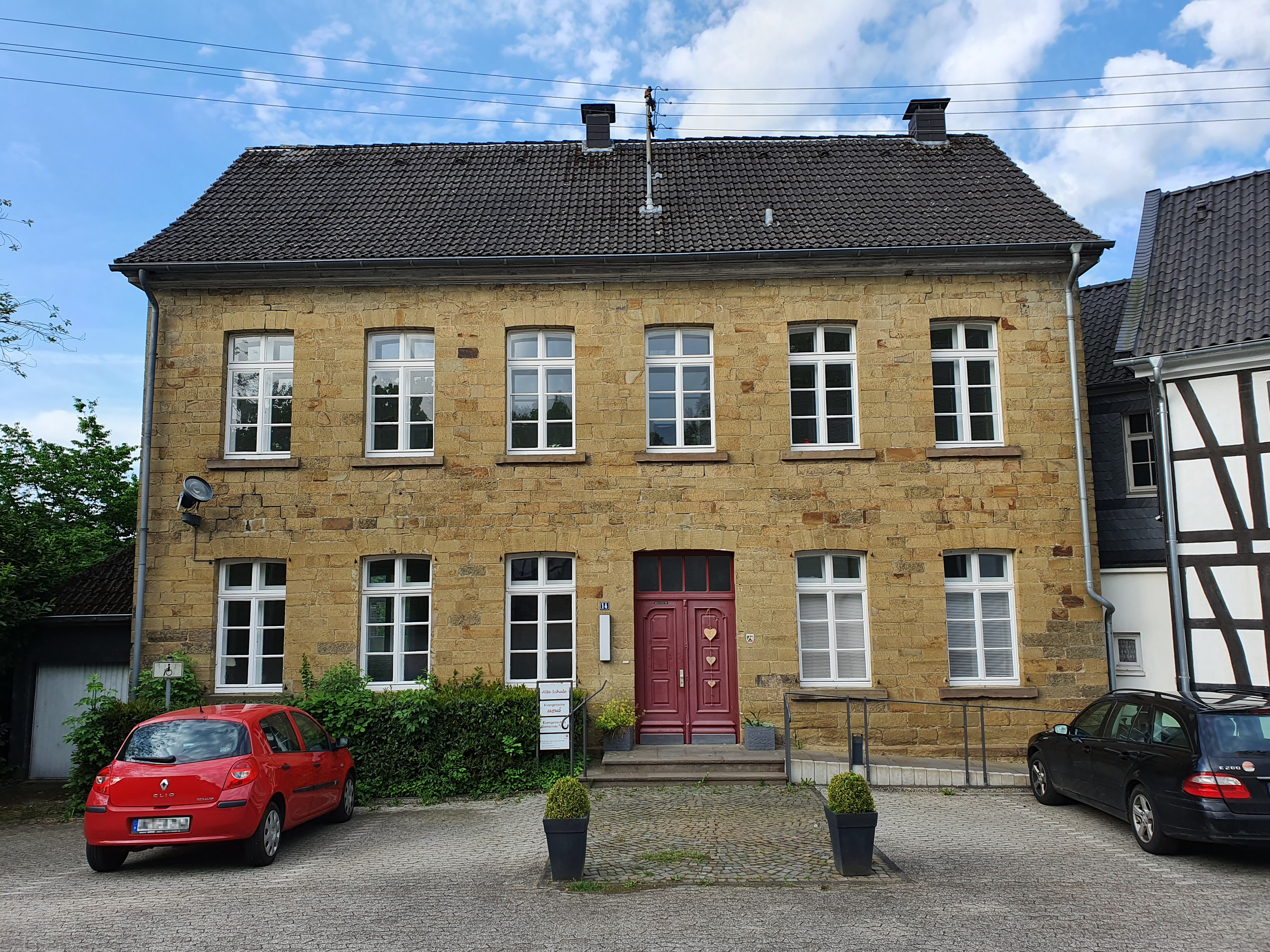
Ehemalige Evangelische Schule

Nach den karolingischen Teilungen im Vertrag von Verdun 843 gehörte das Gebiet Bauernschaft Ruppichteroth zum Auelgau. Diese existierte damals wahrscheinlich schon, da der Ortsname auf eine in der Rodezeit entstandene Siedlung hindeutet. Die erste gesicherte urkundliche Erwähnung erfolgte jedoch erst am 31. März 1131 in einer Urkunde des Papstes Innozenz II., in der dem Bonner Stift St. Cassius und Florentius der Besitzanspruch am Kirchspiel Ruppichteroth bestätigt wird. Innerhalb der späteren territorialen Gliederung kam das Amt Blankenberg – zu dem Ruppichteroth damals gehörte – in der Mitte des 15. Jahrhunderts bis 1806 zur Grafschaft, bzw. Herzogtum Berg.
Im Zuge der französischen Neuordnung des Rheinlandes wurde das Amt aufgelöst und die Umgebung in Arrondissements aufgeteilt. Das Amt Blankenberg fiel an das Herzogtum Cleve. Napoleons Schwager Joachim Murat wurde als Herzog eingesetzt, das Herzogtum selbst kurz danach zum Großherzogtum erhoben. 1806 bzw. 1808 wurde das Kirchspiel Ruppichteroth mit dem Kirchspiel Winterscheid zur Munizipalität Ruppichteroth zusammengelegt, die dem Kanton Eitorf unterstellt war. 1808 wurde Murat König von Neapel und das Großherzogtum wurde direkt Napoleon Bonaparte unterstellt.
Nach den Befreiungskriegen wurde 1815 aufgrund der Beschlüsse auf dem Wiener Kongress das Rheinland und damit Ruppichteroth dem Königreich Preußen zugeordnet. Ruppichteroth wurde 1816 Sitz der gleichnamigen Bürgermeisterei, deren Verwaltung auch die eigenständige Gemeinde Winterscheid unterstand. Ebenfalls 1816 bildeten die Preußen den Kreis Uckerath, der bereits 1820 aufgelöst und dem Kreis Siegburg zugeordnet wurde.
1830 gab es in der Gemeinde Ruppichteroth 3848 Einwohner, die Rittersitze Junkersaurenbach und Burg Herrnstein, jeweils drei Getreide- und Ölmühlen, eine Ziegelei, drei Kalkbrennerhütten und eine Eisenhütte, zwei Kaufläden, zwei Gasthöfe und 30 Schenken. Von den 17.500 Morgen Land waren aufgrund des hohen Holzverbrauches für die Hütten nur noch 33 Morgen Hochwald vorhanden, 5000 Morgen Niederwald und 4000 Morgen Heide. An landwirtschaftlicher Fläche fielen für Feldfrüchte 6600 Morgen an, für Gemüsegärten 120 Morgen und für Obstanbau 22 Morgen. Daneben gab es noch 28 Morgen Teiche.

Links das kaiserliche Postamt 1912, daneben Werk I der Fa. Willach, später Huwil

Ruppichteroth ist seit jeher land- und forstwirtschaftlich geprägt. Die Industrie fasste erst spät Fuß im Ort. Aus einem 1889 entstandenen Betrieb der Brüder Hugo und Otto Willach entwickelten sich zwei Betriebe, die heute im Bereich Schlösser und Beschläge weltweit führend sind.
Der Zweite Weltkrieg forderte einige Menschenleben. Neben Frontsoldaten aus der Gemeinde kamen auf Gemeindegebiet in den letzten Kriegsjahren auch einheimische Zivilisten, Fremdarbeiter, alliierte und deutsche Militärpersonen um. Vom 7. April bis 9. April 1945 wurde Ruppichteroth von amerikanischen Soldaten erobert. Nach Kriegsende gehörte Ruppichteroth zur britischen Besatzungszone.

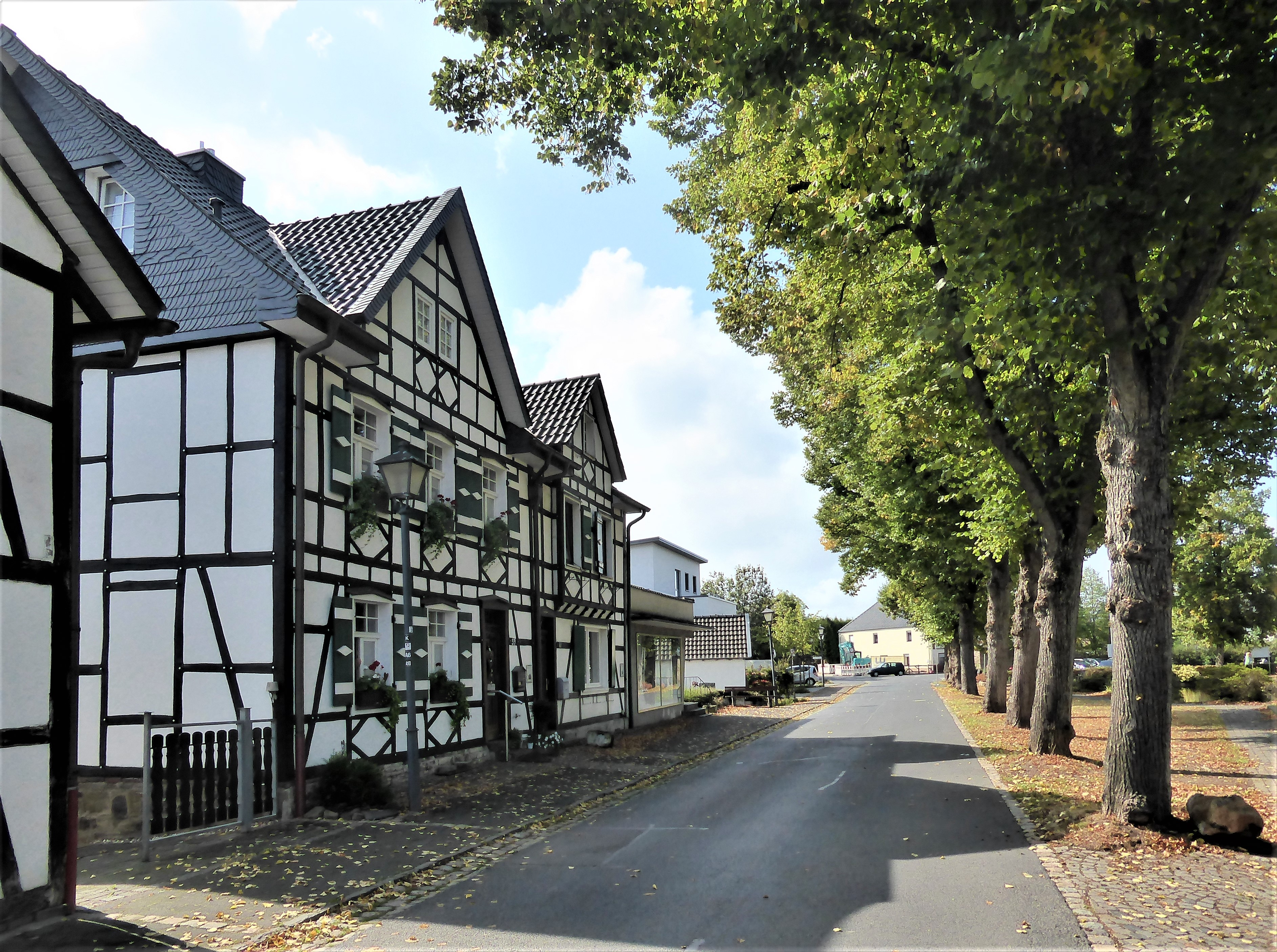
Ortskern in Winterscheid

Am 23. September 1955 stürzte das belgische Kampfflugzeug FZ 139 vom Typ Thunderjet im Rahmen einer länderübergreifenden Militärübung im Ortsteil Ahe ab. Dabei starb der Pilot und mehrere Häuser wurden teilweise oder komplett zerstört. Am 1. August 1969 entstand mit §18 Bonn-Gesetz die heutige Gemeinde Ruppichteroth durch die Fusion der Gemeinden Ruppichteroth und Winterscheid.

## Einwohner
1811 hatte der Ort Ruppichteroth mit Huppach 92 katholische und 82 lutherische Einwohner. Die Spezialgemeinde, früher Kirchspiel, bestand aus der Commüne Ruppichteroth mit 757 katholischen, 295 lutherischen, 67 reformierten und 16 jüdischen Einwohnern sowie der Commüne Velken mit 777 katholischen und 202 lutherischen Einwohnern. Die zur Gesamtgemeinde dazugehörende Spezialgemeinde Winterscheid hatte in ihren drei Commünen 1152 katholische und 17 lutherische Einwohner. Die Gesamteinwohnerzahl der Gemeinde lag somit bei 2304 Einwohnern. Am 31. März 2016 lebten im Hauptort Ruppichteroth alleine 2758 Einwohner, mit allen Ortsteilen hatte die Gemeinde zu diesem Zeitpunkt 11.108 Einwohner.
| Jahr | Einwohner |
| ---- | --------- |
| 1811 | 2304      |
| 1830 | 3848      |
| 1894 | 4034      |
| 1910 | 04115     |

## Religion

### Christentum

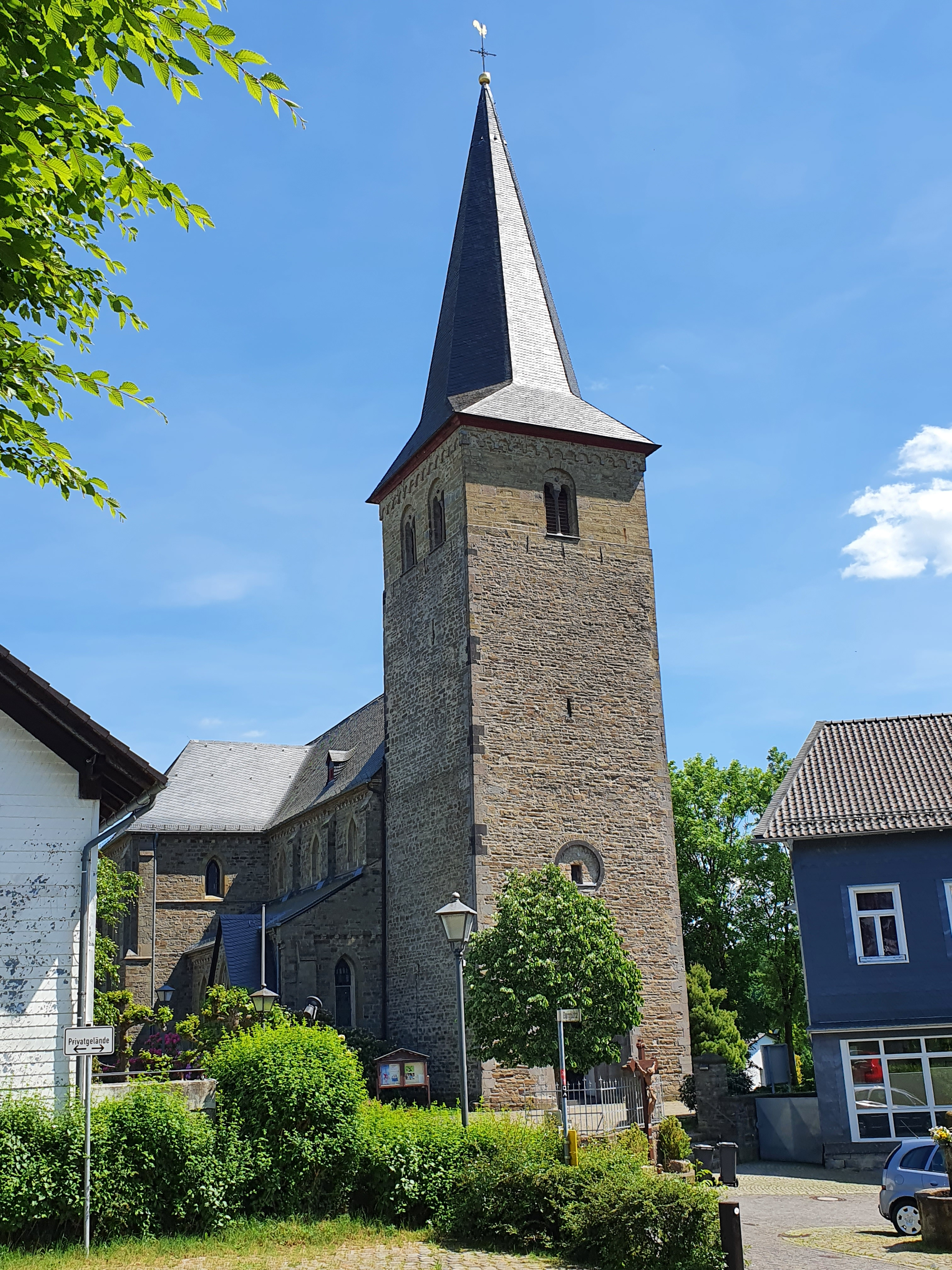
St. Severin Ruppichteroth

Die Kirche St. Severin ist die katholische Pfarrkirche in Ruppichteroth. Sie wurde am 31. März 1131 erstmals erwähnt und vermutlich im 12. Jahrhundert errichtet. Der Chor wurde ursprünglich im 15. und 16. Jahrhundert angebaut. Im Jahr 1892 wurde das Kirchenschiff wegen Baufälligkeit abgerissen und anschließend neu gebaut, der Turm blieb erhalten. Am 10. September 1893 wurde die Kirche neu geweiht.

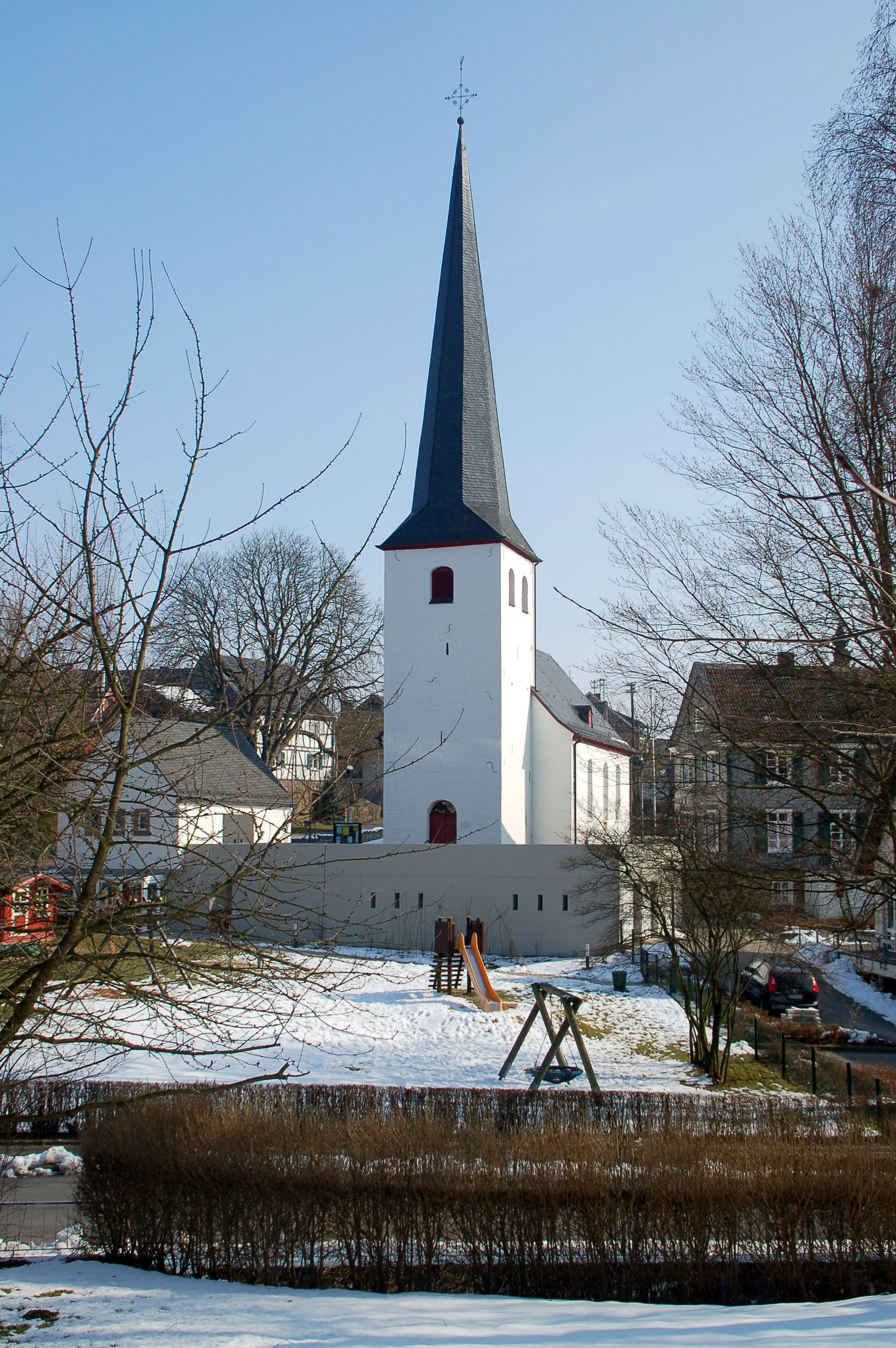
Ev. Kirche Ruppichteroth

Die Evangelische Kirche in Ruppichteroth wurde im Jahr 1683 gebaut und im Jahr 1863 umfangreich umgestaltet.

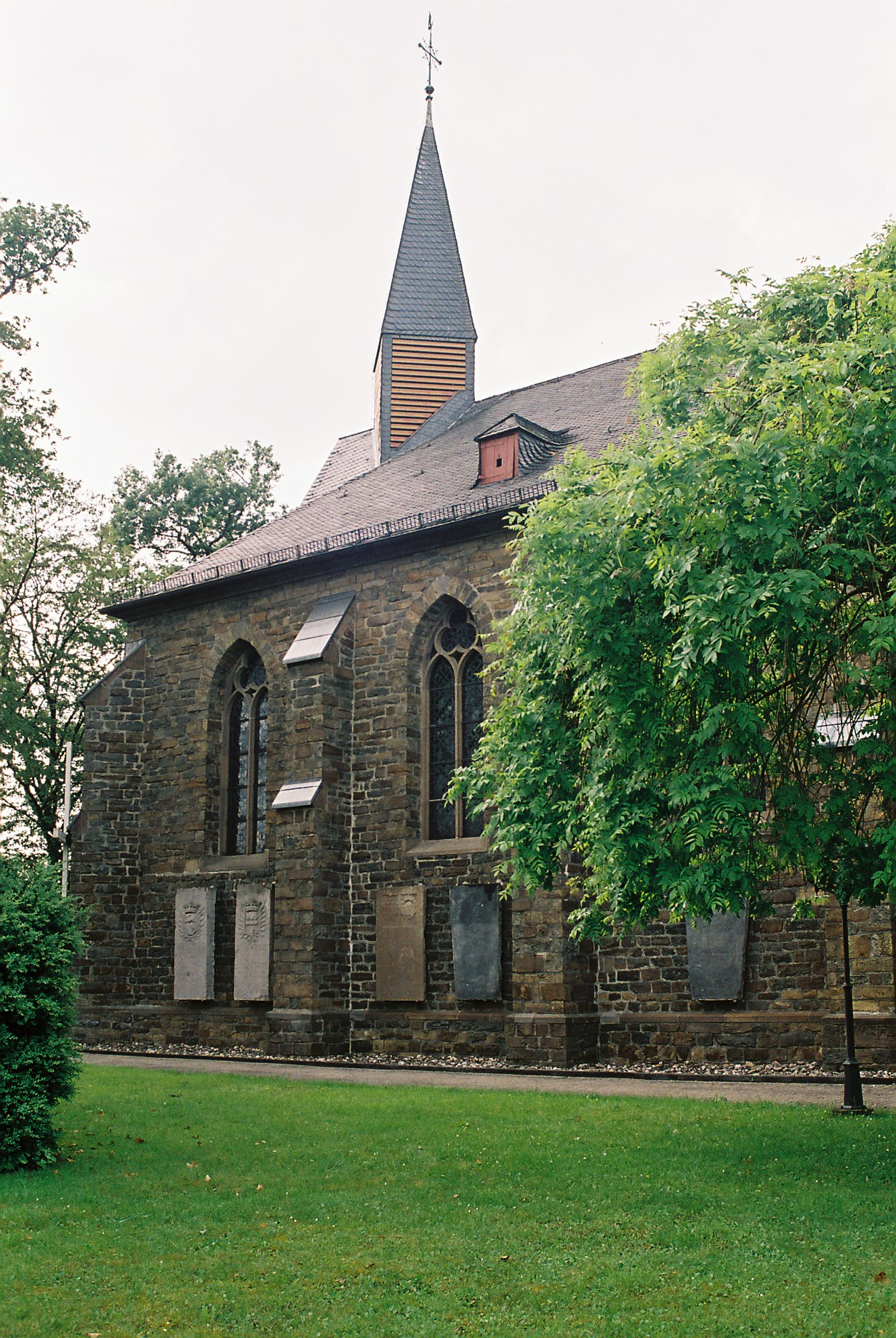
St. Maria Magdalena Schönenberg

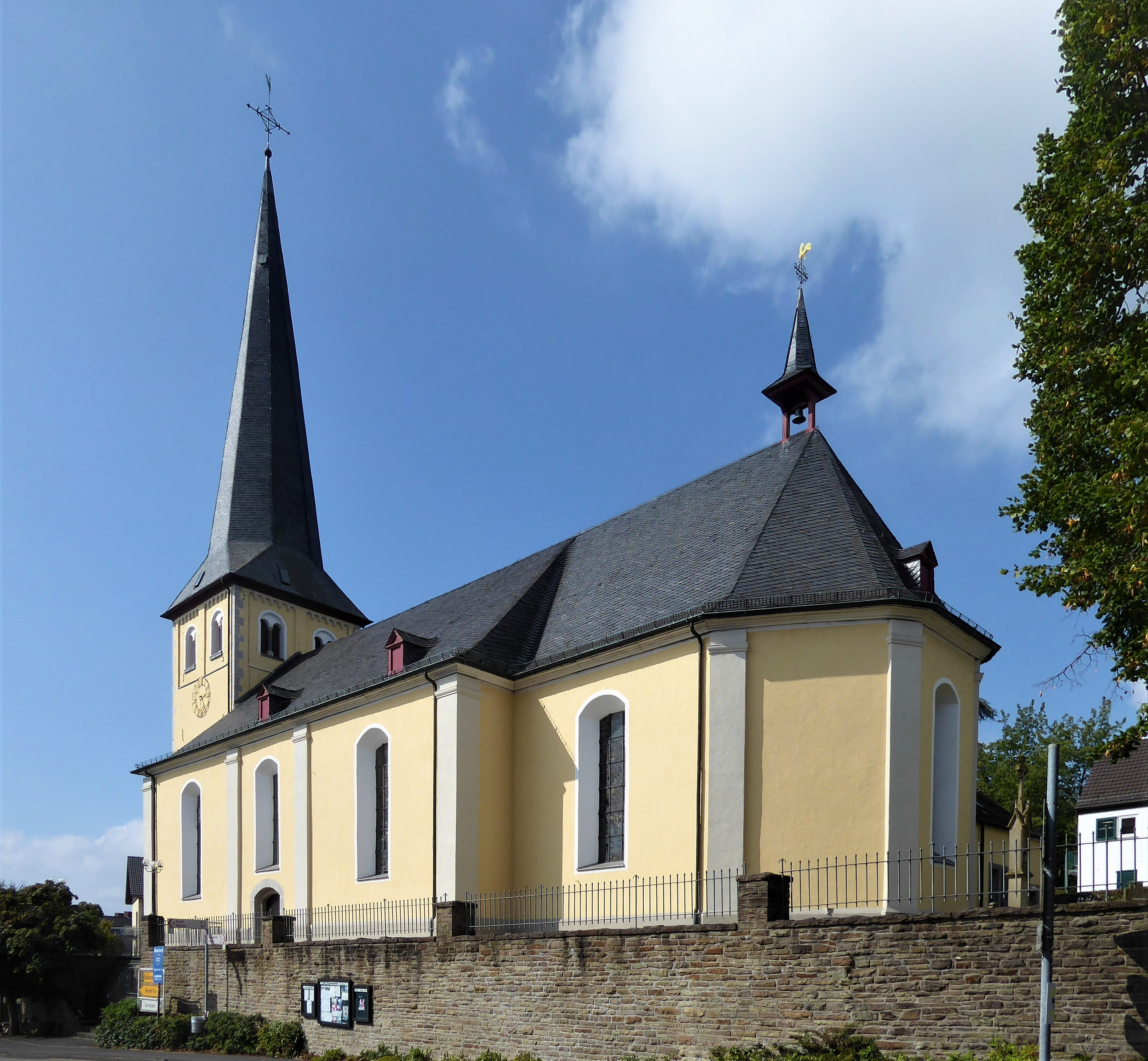
St. Severatius Winterscheid

Die katholische Kirche St. Maria Magdalena liegt auf einem Bergsporn im Ortszentrum von Schönenberg. Sie wurde im Jahr 1517 an Stelle eines Vorgängerbaus errichtet. Die Kirche gehörte lange Zeit dem Adelssitz Herrenbröl; erst im Jahr 1866 wurde Schönenberg zu einer eigenen Pfarrei erhoben.
Die katholische Kirche St. Servatius im Ortsteil Winterscheid ist eine romanische Kirche aus dem 12. Jahrhundert, die in der gleichen Urkunde wie die Kirche St. Severin vom 31. März 1131 erstmals erwähnt wurde. Sowohl im 17. als auch im 18. Jahrhundert wurde die Kirche umgestaltet.
Weitere katholische Kapellen befinden sich in den Ortsteilen Beiert, Bröleck, Fußhollen, Honscheid, Kuchem, Neuenhof bei Winterscheid, Oberlückerath sowie in Ruppichteroth und drei Kapellen in Winterscheid.

### Judentum
In der Herchener Straße am Ortsausgang in Richtung Windeck befindet sich ein Jüdischer Friedhof. Das erhaltene Synagogengebäude in der Wilhelmstraße wird heute als Wohnhaus genutzt.

## Politik
- BSG: 2
- SPD: 4
- Grüne: 5
- FDP: 2
- CDU: 16
- fraktionslos: 1

### Gemeinderat
Der Gemeinderat ist die kommunale Volksvertretung der Gemeinde Ruppichteroth. Über die Zusammensetzung entscheiden die Bürger alle fünf Jahre, zuletzt am 13. September 2020.
| Partei / Wählergruppe | Ergebnis 2020 | Sitze 2020 |        | Ergebnis 2014 | Sitze 2014 | Ergebnis 2009 | Sitze 2009 | Ergebnis 2004 | Sitze 2004 |
| --------------------- | ------------- | ---------- | ------ | ------------- | ---------- | ------------- | ---------- | ------------- | ---------- |
| CDU                   | 53,3 %        | 16         | 50,5 % | 16            | 42,8 %     | 15            | 56,5 %     | 17            |            |
| SPD                   | 17,1 %        | 5          | 22,6 % | 7             | 26,0 %     | 9             | 22,5 %     | 7             |            |
| Bündnis 90/Die Grünen | 16,0 %        | 5          | 11,8 % | 3             | 12,4 %     | 4             | 10,2 %     | 3             |            |
| FDP                   | 08,7 %        | 3          | 08,3 % | 2             | 15,5 %     | 5             | 10,8 %     | 3             |            |
| Die Linke             | 05,0 %        | 1          | 06,9 % | 2             | 03,3 %     | 1             | –          | –             |            |
| Wahlbeteiligung       | 53,2 %        | 53,2 %     | 54,5 % | 54,5 %        | 63,5 %     | 63,5 %        | 60,8 %     | 60,8 %        |            |

Anfang 2024 traten der Gemeinderat der Linken sowie ein Gemeinderat der SPD aus ihren Parteien aus und bildeten die neue Fraktion „Bündnis Soziale Gerechtigkeit Ruppichteroth“, die dem Bündnis Sahra Wagenknecht nahe steht. Ebenfalls 2024 wechselte eine für die FDP gewählte Gemeinderätin zur AfD; sie ist seitdem fraktionslos.

### Bürgermeister
- 1979–1994: Ludwig Neuber (CDU)
- 1994–2009: Hartmut Drawz (CDU)
- seit 2009: Mario Loskill (parteilos)

Seit 2009 ist Mario Loskill der Bürgermeister. Er wurde 2014 mit 83,14 Prozent und 2020 mit 87,23 Prozent der Stimmen wiedergewählt.

### Wappen
| Wappen von Ruppichteroth | Blasonierung: „Unter einem roten Schildhaupt, das durch eine wellenförmige Teilungslinie abgesetzt ist und in silbernen Kleinbuchstaben einer gebrochenen Schrift (Minuskeln) die Worte 'mons praeclare' enthält, in silbernem Feld ein linksgewandter roter Halbmond, zwischen dem ein rotes achtspitziges Kreuz (Johanniterkreuz) in der Weise steht, dass der linke und die senkrechten Kreuzarme die Mondsichel berühren, darunter die beiden Hälften einer halbkreisförmig angeordneten auseinandergerissenen schwarzen Kette.“ |
| Wappen von Ruppichteroth | Wappenbegründung: „O du schöner Berg“ (mons praeclare) ist die örtliche Legende vom Schönenberg, als Ausruf des Ritters Dietrich von Bruell, der mit Kaiser Friedrich I. an einem Kreuzzug teilgenommen haben soll, nach seiner Rückkehr (Kreuz für Kreuzzug auf islamischen Halbmond). Die gesprengten Ketten symbolisieren seine Rückkehr nach Kerkerhaft. |

### Gemeindepartnerschaften
- Longdendale (Tameside)
- Caputh (Brandenburg)
- Schenkendöbern (Brandenburg)

## Kultur und Sehenswürdigkeiten

### Bauwerke

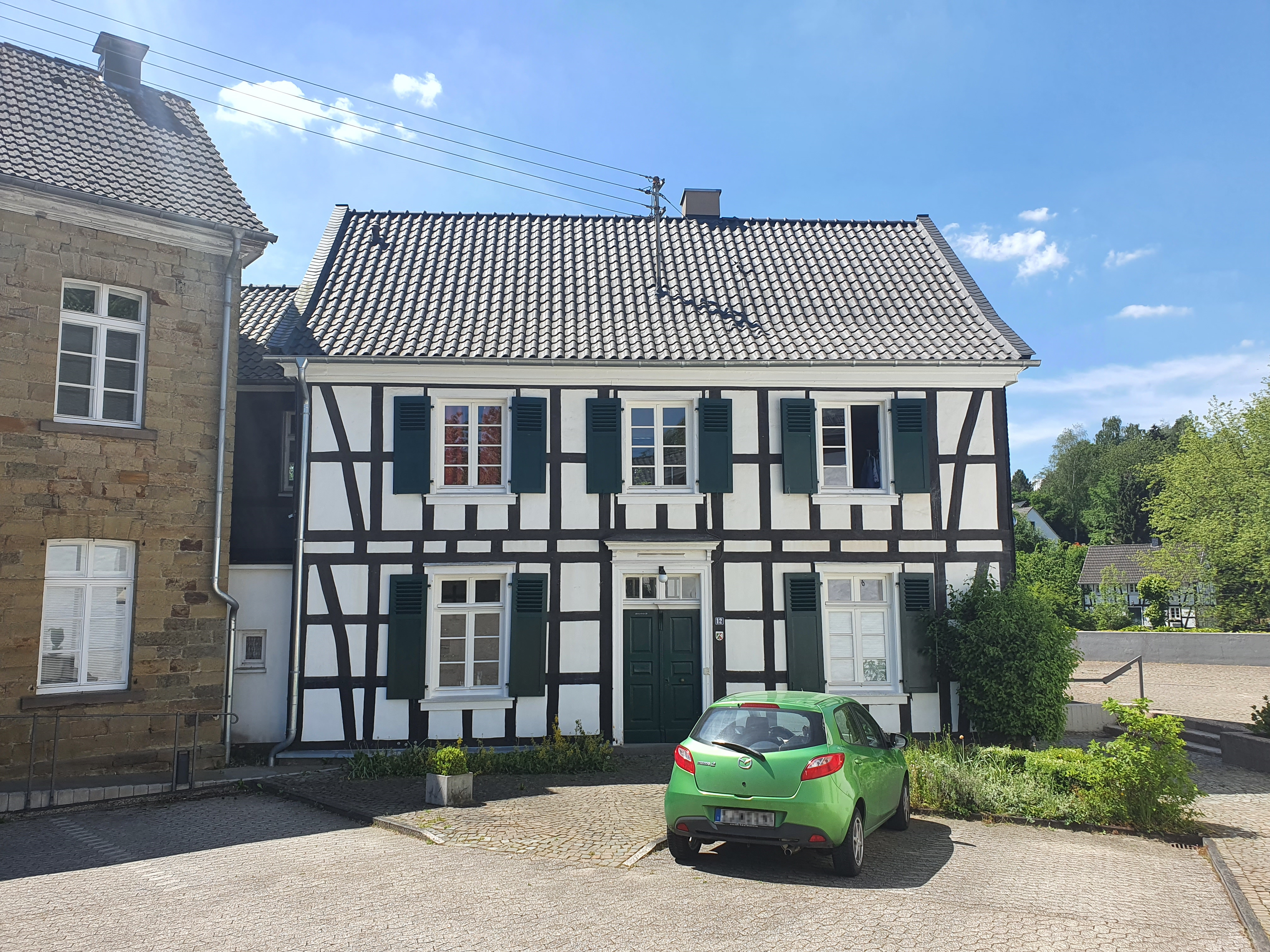
Ehemaliges evangelisches Pfarrhaus in Ruppichteroth

Sowohl Ruppichteroth als auch Winterscheid verfügen jeweils über historische Ortskerne mit einer Vielzahl an Fachwerkhäusern aus dem 18. Jahrhundert. In der Denkmalliste aufgeführt sind – neben weiteren Gebäuden – alle Kirchen, die historische evangelische Schule mit Pfarrhaus und das ehemalige Landschulheim in Ruppichteroth. In Winterscheid steht unter anderem der Altbau der Grundschule unter Denkmalschutz.

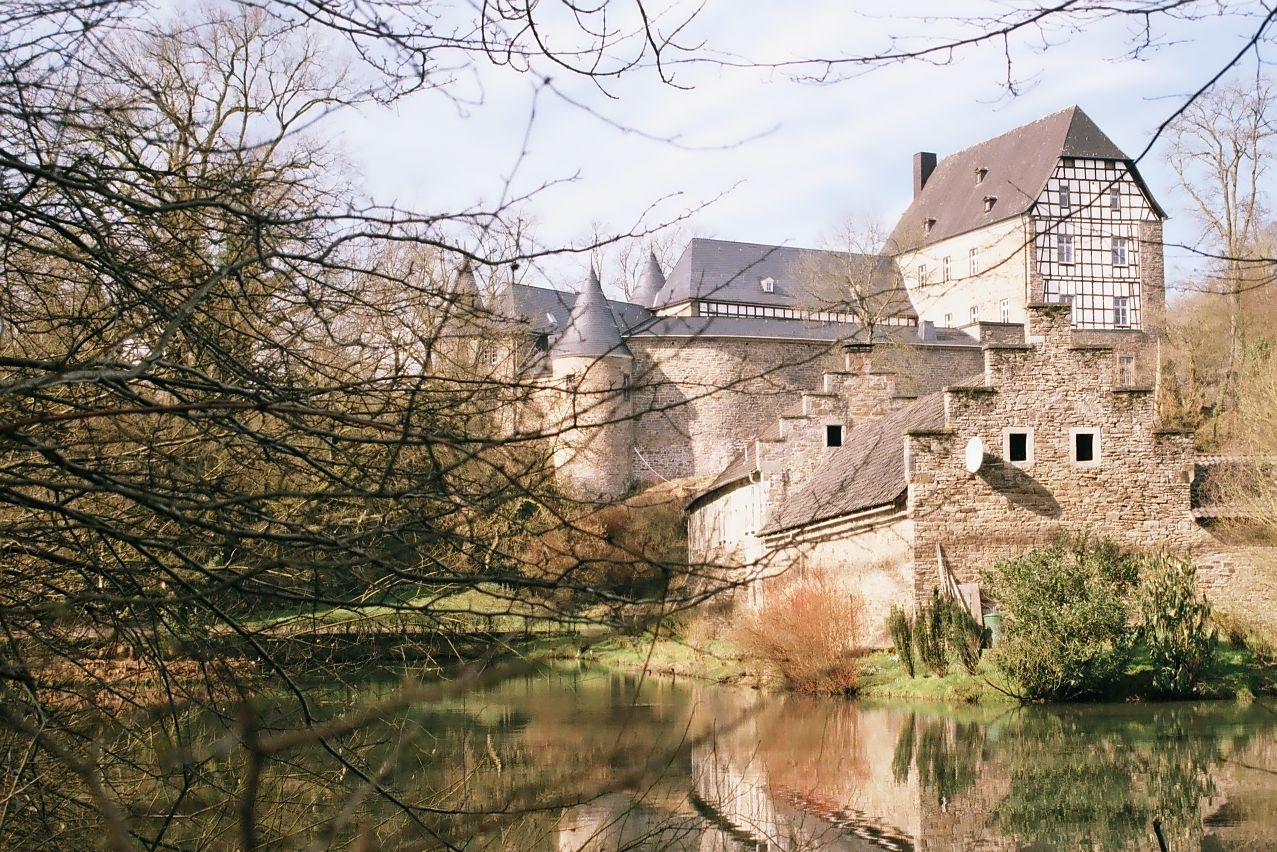
Burg Herrnstein

Die Burg Herrnstein entstand ab dem 14. Jahrhundert durch mehrere Erweiterungen eines sogenannten „befestigten Hauses“. Sie befindet sich seit 1436 im Besitz der Herren von Nesselrode. Die Burg wird bis heute von den Grafen Droste zu Vischering von Nesselrode-Reichenstein bewohnt und Sitz der „Gräflich Nesselrodeschen Forstverwaltung“. Sie ist daher in der Regel nicht für die Öffentlichkeit zugänglich. Die Außenanlagen können in unregelmäßigen Abständen besucht werden, meist jeden ersten Samstag im Monat.
Die Burgruine Herrenbröl befindet sich unmittelbar an der Bundesstraße 478 zwischen Ruppichteroth und Schönenberg und wurde im Jahr 1417 erwähnt; sie gehörte wahrscheinlich den Herren von Scheidt genannt Weschpfennig. Seit dem 19. Jahrhundert ist die Burg nur noch als Ruine erhalten. Die letzte Besitzerfamilie errichtete später auf dem alten Fundament der Burg ein Wohnhaus. Dieses wurde 1994 abgerissen, nachdem die Gemeinde Ruppichteroth die Burgruine Herrenbröl erworben hatte.

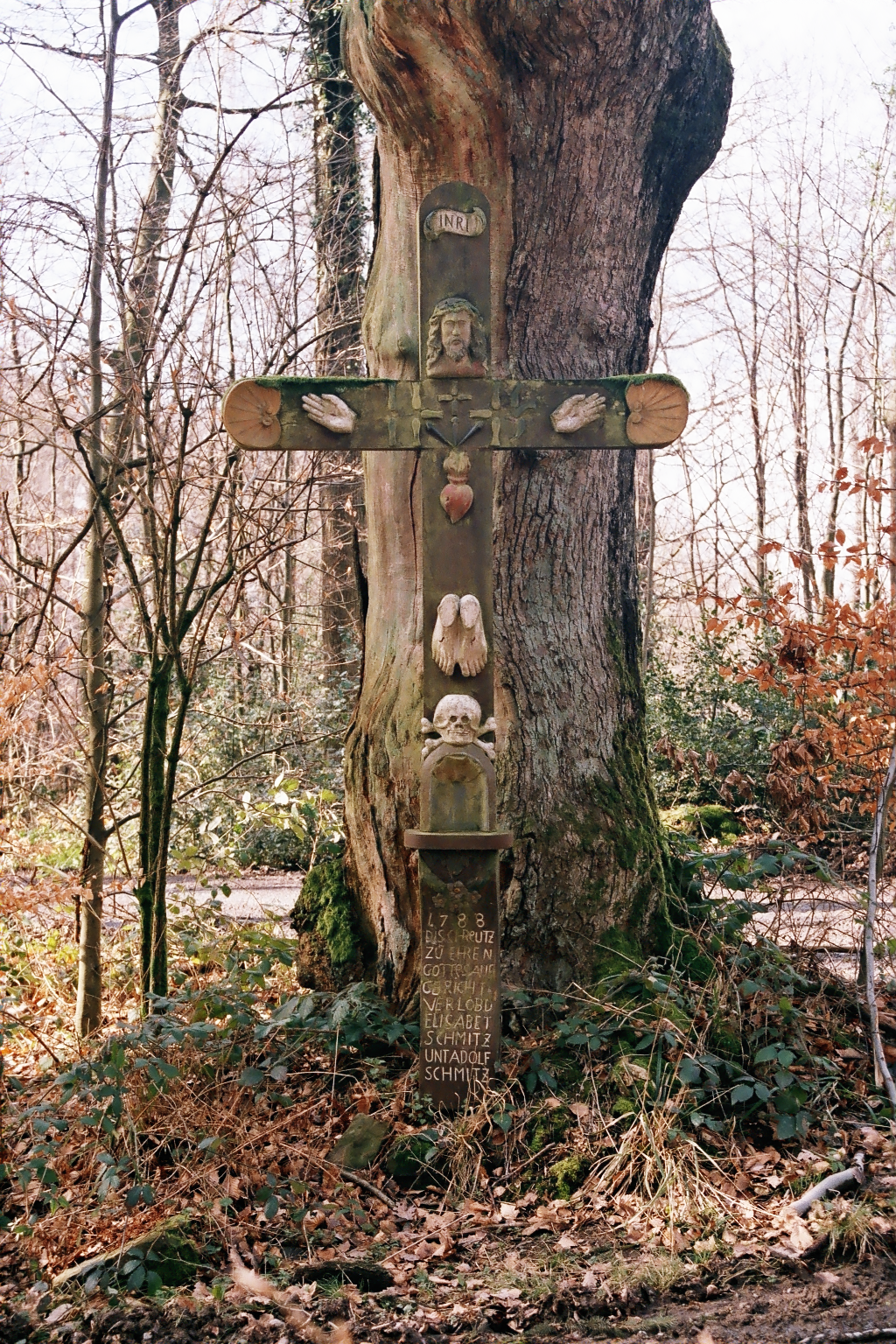
Rennenbergkreuz

An der äußersten südwestlichen Gemeindegrenze zwischen Schreckenberg und dem Hennefer Ortsteil Bröl liegt mit der Rennenburg eine Ringwallanlage aus der Zeit um 900 n. Chr. Die Burg wurde vermutlich nie für ihren vorgesehenen Zweck genutzt. Im Jahr 1788 wurde auf dem Rennenberg, der sich in der Nähe der Mündung des Derenbachs in die Bröl erhebt, das Rennenbergkreuz als hölzernes Wegekreuz aufgebaut.

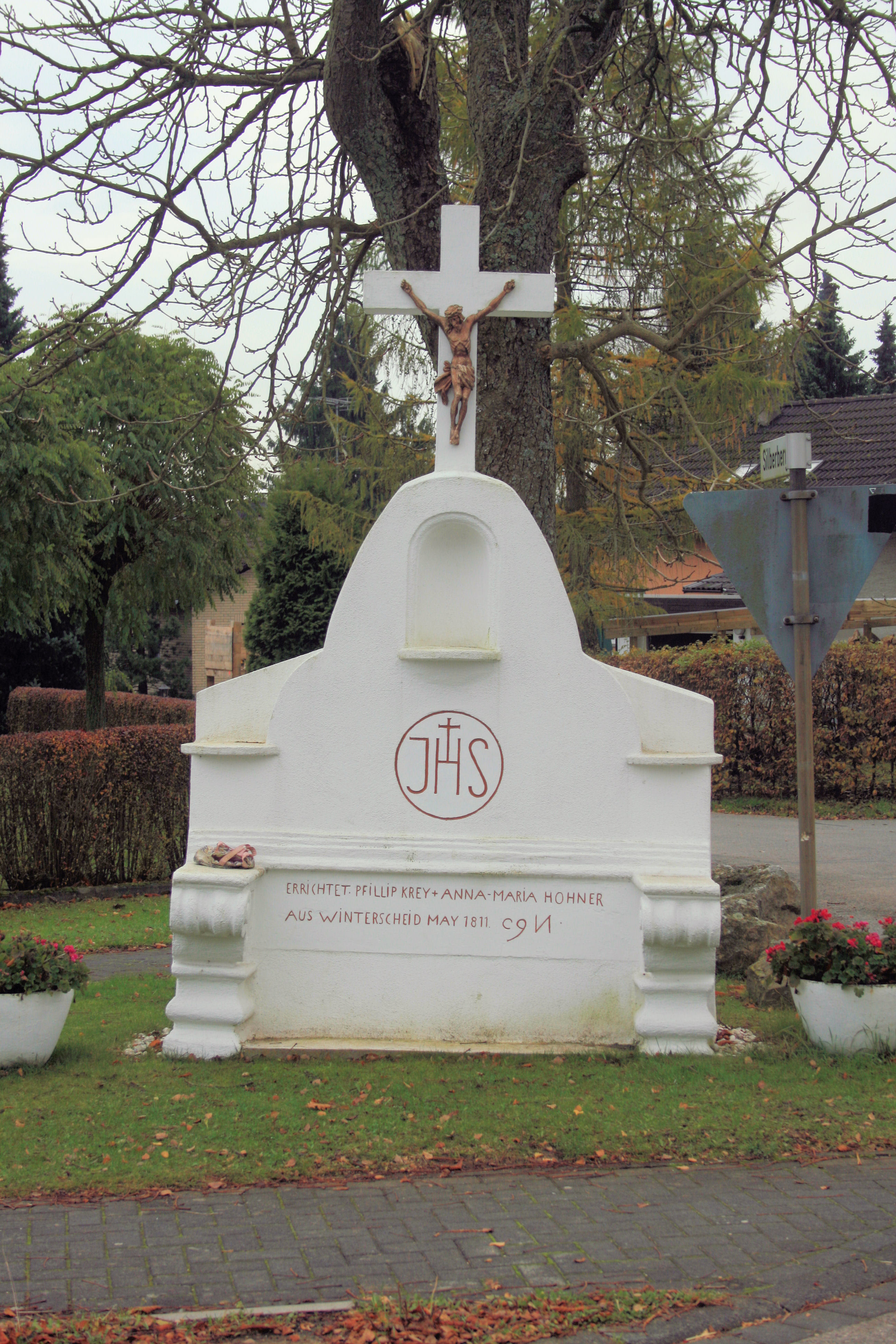
Prozessionsaltar in Winterscheid

In der Gemeinde Ruppichteroth befindet sich eine Vielzahl an denkmalgeschützten Heiligenhäuschen und Wegekreuzen. Im Ortsteil Bröleck befindet sich eine ehemalige Kornbrennerei.

### Naturdenkmäler
- Teufelskiste
- Sommerlinde (Burgplatz 19)
- Esskastanie im Wald bei Rotscheroth (100 Meter östlich des Wegkreuzes). Ein etwa 400 Jahre alter Baum mit einem Stammumfang von fast sieben Meter.[17]

### Sport

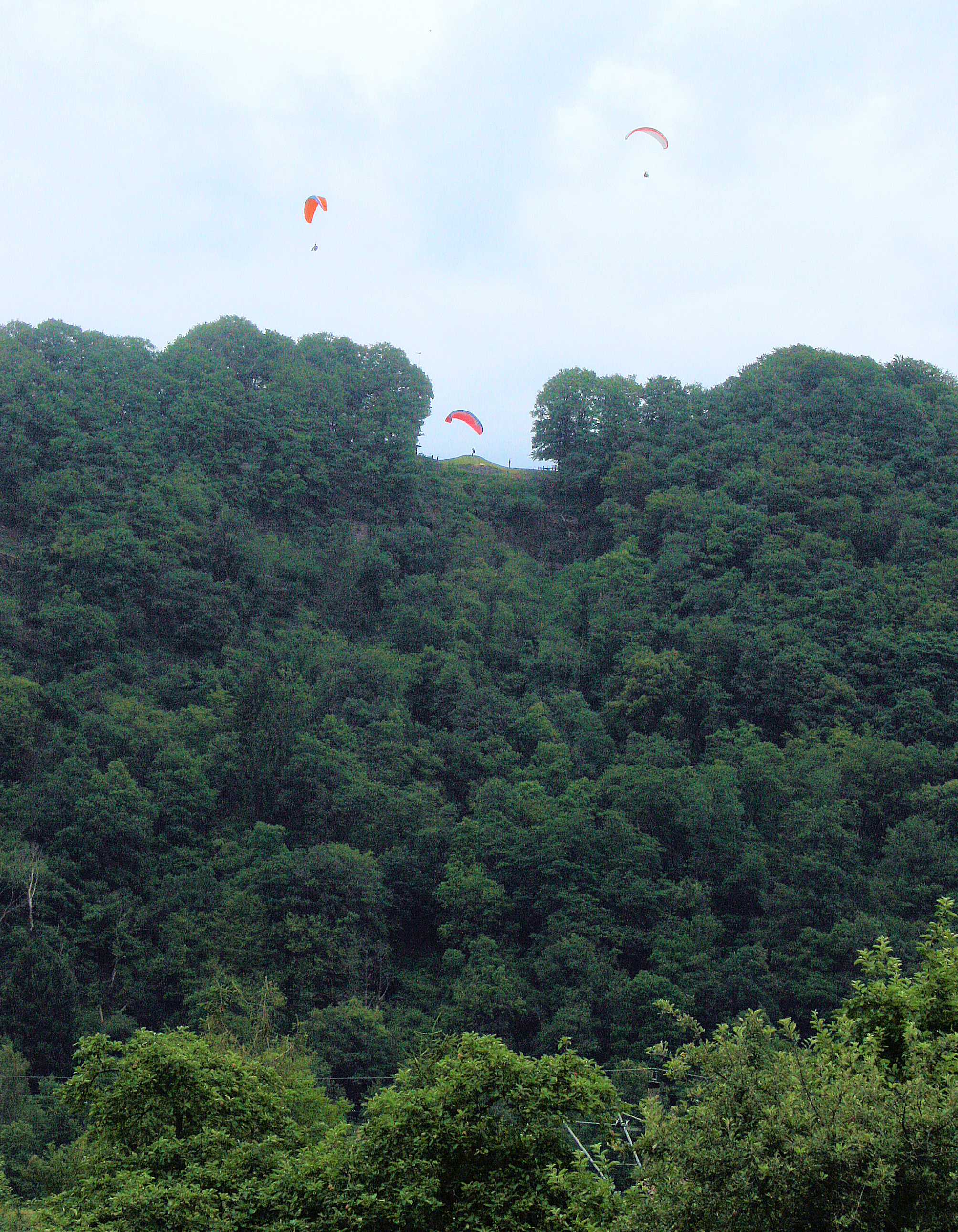
Der Drachenflieger-Startplatz Auf der Stachelhardt wird auch für Paragliding genutzt

Sportvereine der Gemeinde Ruppichteroth sind der TV 1888 Ruppichteroth, der als Mehrspartensportverein unter anderem Badminton, Leichtathletik, Schwimmen, Tanz, Tennis, Turnen und Volleyball anbietet. Das Hallenbad wurde 1934 eröffnet; bis 1966 bestand auch ein Freibad. Der Fußballverein Bröltaler SC 03 ist 2003 durch die Fusion der Spvg Ruppichteroth mit dem VfL Schönenberg entstanden, in Winterscheid ist der Fußballverein VfR Winterscheid ansässig.
Südlich von Honscheid liegt der Drachenflieger-Startplatz Auf der Stachelhardt auf einer Höhe von 209 m ü. NHN am Übergang zum Siegtal.

### Regelmäßige Veranstaltungen
Zu den regelmäßigen Veranstaltungen in der Gemeinde Ruppichteroth zählen das Winterfest als jährliche Karnevalssitzung des TV 1888 Ruppichteroth, die Frühlingskonzerte des Akkordeonorchesters Ruppichteroth sowie des Männergesangsvereins Winterscheid, die Schönenberger Kirmes im Juli, die Ruppichterother Kirmes im Oktober, die Feuerwehrfeste in Ruppichteroth und Winterscheid, das Herbstkonzert des Bröltaler Musikvereins, der Winterscheider Martinsmarkt der DPSG Winterscheid sowie der Weihnachtsmarkt Döörper Weihnacht.
Alle zwei Jahre im Wechsel finden jeweils die Historische Rheinische Christophorus-Fahrt in Schönenberg im Mai und der Bröltaler Familiensonntag als Straßenfest des Gewerbevereins „Schaufenster Ruppichteroth“ statt. Die Christophorus-Fahrt fand allerdings zuletzt 2018 statt; sie soll 2026 wieder ausgetragen werden, nachdem sie 2020 und 2022 aufgrund der COVID-19-Pandemie und 2024 aus finanziellen und genehmigungsrechtlichen Gründen abgesagt werden musste.
In Schönenberg finden zudem jährlich im November die Hubertusmesse der Katholischen Pfarrgemeinde St. Maria Magdalena und am dritten Adventssonntag das Turmblasen des St.-Theresien-Gymnasiums statt.
Bis 2016 fanden in Schönenberg die Kärbholztage als Abschlusskonzert des Jahres der aus der Gemeinde stammenden Band Kärbholz statt. Seitdem findet das „Heimspiel“ jährlich in der Nachbargemeinde Windeck statt, da die Gemeinde Ruppichteroth keinen geeigneten Veranstaltungsort mehr zur Verfügung stellen konnte.

## Wirtschaft und Infrastruktur

### Verkehr
Der Hauptverkehr führt heute im Gegensatz zu früher nicht über die Höhenzüge (zum Beispiel die Römerstraße), sondern durch das Bröltal. Seit 1862 war die Gemeinde über die Bröltalbahn, eine Schmalspurbahn, an die Stadt Hennef und seit 1870 auch an die Stadt Waldbröl angeschlossen. Die Bahn diente vornehmlich dem Transport von Erz und Kalk, erst später von Personen. Sie wurde vorab als Pferdebahn betrieben. Dann wurde sie als älteste Schmalspurdampflokstrecke betrieben. Heute besteht die Hauptverkehrsanbindung hauptsächlich über die B 478, die die Gemeinde durchschneidet und mit den angrenzenden Städten Hennef und Waldbröl verbindet. An der Gemeindegrenze zweigt zudem die B 507 nach Neunkirchen-Seelscheid ab. Außerdem führen Landstraßen zu den angrenzenden Gemeinden Windeck, Eitorf, Much und Nümbrecht, zum Beispiel die Landesstraße 312.
In der Gemeinde waren am 1. Januar 2018 8.120 Kraftfahrzeuge zugelassen, darunter 6.574 Pkw.
In Ruppichteroth gilt im ÖPNV der Tarif des Verkehrsverbundes Rhein-Sieg (VRS).

### Bildung

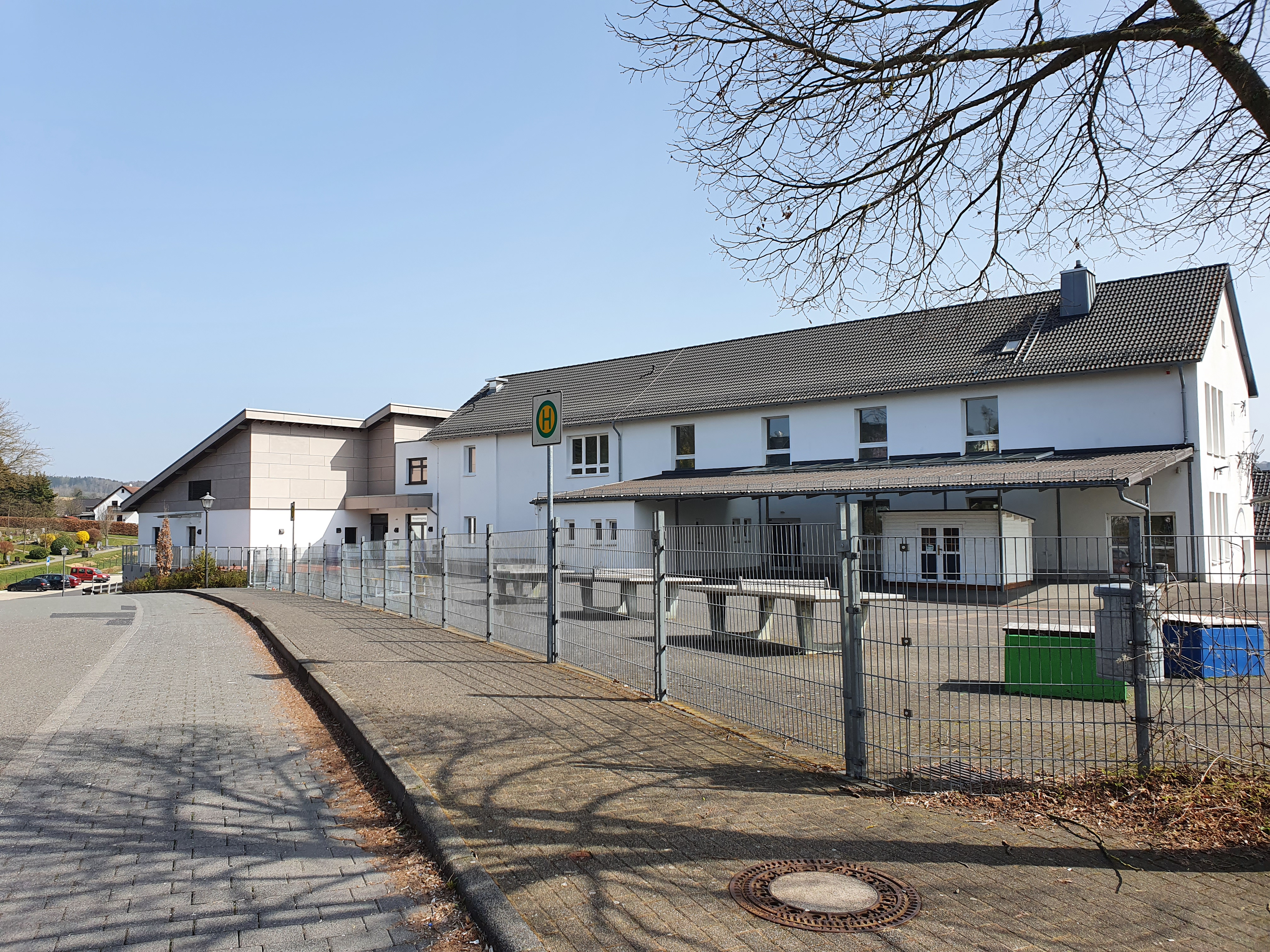
Sekundarschule

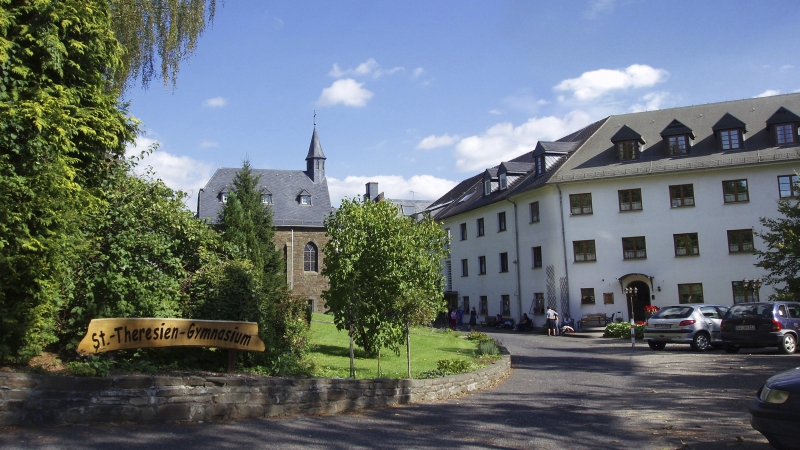
St.-Theresien-Gymnasium

In der Gemeinde gibt es drei Gemeinschaftsgrundschulen, eine private Grundschule, eine Hauptschule und ein privates Gymnasium:
- Gemeinschaftsgrundschule Ruppichteroth (GGS Ruppichteroth)
- Gemeinschaftsgrundschule Schönenberg (GGS Schönenberg) „Schule am Brölbach“
- Gemeinschaftsgrundschule Winterscheid (GGS Winterscheid)
- Grundschule St. Albert (staatlich anerkannte private Grundschule mit Kindergarten)[23]
- Sekundarschule Nümbrecht-Ruppichteroth (Standort Ruppichteroth)
- St.-Theresien-Gymnasium Schönenberg (staatlich anerkanntes privates Gymnasium mit Internat für Mädchen)

### Ansässige Unternehmen
- Gebr. Willach GmbH (Beschlag-Technik)
- Willms Fleisch (Fleischwaren) im Ortsteil Bröleck

Am 30. Juni 2015 eröffnete Bürgermeister Mario Loskill das neue Einkaufszentrum „Huwil-Center“. Das alte Firmengelände des früheren größten Arbeitgebers Ruppichteroths, der Huwil-Werke GmbH, wurde von der Investorengruppe Schoofs im Sommer 2014 abgerissen. Teile des Shed-Daches der alten Fabrikhallen des Unternehmens wurden zum Bau des neuen Center wiederverwendet. Im neuen Einkaufszentrum sind die Geschäfte Edeka, Fressnapf, KiK, Rossmann, Action sowie der Discounter Lidl vertreten.

## Persönlichkeiten
- Josef Dietzgen (1828–1888), Arbeiterphilosoph
- Theodor Heider (1837–1913), Bürgermeister von Ruppichteroth
- Heinrich Stommel (1842–1917), Pfarrer und Stifter
- Karl von Perfall (1851–1924), Schriftsteller; wohnte von 1911 bis 1924 in Schönenberg[26]
- Johannes Greferath (1872–1946), Maler
- Franz M. Jansen (1885–1958), Maler
- Robert Ley (1890–1945), nationalsozialistischer Politiker; ging vom 20. Juni 1903 bis 1904 in Ruppichteroth zur Schule[27]
- Fifi Kreutzer (1891–1977), Malerin
- Günter Riesen (1892–1951), nationalsozialistischer Oberbürgermeister der Stadt Köln
- Otto Bickenbach (1901–1971), Mediziner und Hochschullehrer, Beteiligung an Giftgasversuchen
- Will Glahé (1902–1989), Akkordeonist
- Heinz-Georg Lemm (1919–1994), Generalleutnant a. D., lebte bis zu seinem Tod in Ruppichteroth
- Klaus Werner Grewlich (1943–2012), Botschafter a. D., lebte bis zu seinem Tod in Oeleroth[28]
- Burkhard Ziese (1944–2010), Fußballtrainer
- Bernd Noske (1946–2014), Schlagzeuger der Rockband Birth Control
- Elke Kröning (* 1947), Politikerin
- Wolfgang Petry (* 1951), Schlagersänger
- Joey Kelly (* 1972), Musiker und Extremsportler, lebt seit 2004 in Ruppichteroth
- Simak Büchel (* 1977), Schriftsteller
- Rustam Kasimjanov (* 1979), usbekischer Schachgroßmeister, lebt in Ruppichteroth
- Volker Engelberth (* 1982), Jazzpianist und Komponist
- die Musiker der Deutschrockband Kärbholz

## Sonstiges
Der Ruppichterother Ortsteil Schönenberg erhielt 1994 den Titel „Schönstes Dorf im Rhein-Sieg-Kreis“. Winterscheid schaffte das 1973 und 1981. Ruppichteroth wurde Silberdorf im Bundeswettbewerb 2016.